# Andrei Moiseev
Andrei Moiseev (n. 3 iunie 1979, Rostov-pe-Don, RSFS Rusă, URSS) este un sportiv ce a reprezentat Rusia, medaliat olimpic. A participat la 3 ediții ale Jocurilor Olimpice (2004, 2008, 2012) în care a câștigat două medalii de aur.